# 罗格·荣
罗格·荣（瑞典語：Roger Ljung，1966年1月8日—），瑞典男子足球运动员，场上位置是后卫。他曾代表瑞典参加1990年和1994年国际足联世界杯，其中1994年世界杯获得季军。他也曾参加1988年夏季奥林匹克运动会。